# 廣源良
廣源良股份有限公司（英語：Kuan Yuan Lian），簡稱廣源良，是一家以菜瓜水為主軸的美容保養品量產製造商，1986年3月20日在彰化縣埔鹽鄉成立，創辦人兼董事長施仲廣。2007年擴廠至彰化縣秀水鄉，並發展外銷至中國大陸、馬來西亞、香港等地區。

## 歷史沿革
施仲廣以其妻嫁妝絲瓜水為主軸，發展台灣本土保養品，1986年正式成立「廣源良實業有限公司」。2005年廣源良實業以菜瓜水系列榮獲國家商品品質金牌獎，2007年擴廠至彰化縣秀水鄉，2008年發展外銷中國大陸、香港、馬來西亞，2009年獲屈臣氏健康美麗大賞最佳商品。2010年廣源良實業與弘光科技大學產學合作。2015年廣源良實業改名為「廣源良股份有限公司」。

## 外部链结
- 廣源良股份有限公司官方網站 （页面存档备份，存于）
- 台灣保養品-廣源良的Facebook專頁
- YouTube上的廣源良企業影片